# Oilinyphia jadbounorum
Oilinyphia jadbounorum is een spinnensoort in de taxonomische indeling van de hangmatspinnen (Linyphiidae).
Het dier behoort tot het geslacht Oilinyphia. De wetenschappelijke naam van de soort werd voor het eerst geldig gepubliceerd in 2010 door Ponksee en Tanikawa.